# Mamoa do Monte dos Condes
Die Mamoa do Monte dos Condes (auch Monte dos Condes 2 genannt) ist eine Megalithanlage in den gut erhaltenen Resten eines Rundhügels von etwa 20 m Durchmesser in Malarranha, einer Ortschaft der Gemeinde Pavia im Concelho Mora im Distrikt Évora im Alto Alentejo in Portugal.
Monte dos Condes wurde 1993 von Leonor Rocha erkannt und 2009 und 2010 von Leonor Rocha und Pedro Manuel Carvalho Alvim ausgegraben. Bei der Auffindung waren an der Oberseite des Hügels nur zwei Steine der Kammer sichtbar und, etwa 6 m entfernt, die Gangabdeckung. Das aus einer rechteckigen Kammer bestehende Denkmal ist keine Anta und noch nicht klassifiziert.
Die Anlage aus Schiefergestein stammt aus der Jungsteinzeit und wurde in der Bronzezeit wiederverwendet. Beleg für die Datierung waren zwei für die Region typische, neolithische Gefäße. Ihre Lage deutet auf mindestens zwei Bestattungen, am Kopf und am Eingang der Kammer. Ihr Erhaltungszustand veranschaulicht, dass die untere Ebene, die auch durch Streufunde außerhalb der Anlage belegt wird, bei der Wiederverwendung während der Bronzezeit nicht beeinträchtigt wurde. Hier wurde zum ersten Mal in einem neolithischen Denkmal eine Nachbestattung belegt. Das ist in der Region um Mora einzigartig.